# 밀워키 애드미럴스
| 밀워키 애드미럴스 |                                                                         |
| 콘퍼런스          | 서부 콘퍼런스                                                           |
| 디비전            | 센트럴 디비전                                                           |
| 설립연도          | 1970년 2001년 (AHL 가입)                                                |
| 해체연도          |                                                                         |
| 역사              | 밀워키 윙스 (1970년, 아마추어) 밀워키 애드미럴스 (1970년~현재)          |
| 경기장            | UW-밀워키 팬서 아레나                                                   |
| 연고지            | 위스콘신주 밀워키                                                       |
| 상징색            | 감색, 레이크 블루, 회색, 하양                                           |
| 구단주            | 그룹 해드 바이 해리스 터너                                              |
| 단장              | 폴 펜턴                                                                 |
| 감독              | 딘 에바손                                                               |
| NHL 제휴          | 내슈빌 프레더터스                                                       |
| ECHL 제휴         | 노퍽 애드미럴스                                                         |
| 정규시즌 우승     | AHL: 1 (2004)                                                           |
| 콘퍼런스 우승     | AHL : 2 (2004, 2006)                                                    |
| 디비전 우승       | IHL : 4 (1983, 1993, 1995, 1996) AHL : 5 (2004, 2006, 2009, 2011, 2016) |
| 칼더 컵           | 1 (2004)                                                                |
| 영구 결번         | 9, 14, 26, 27, 44                                                       |

밀워키 애드미럴츠(Milwaukee Admirals)는 미국 위스콘신주 밀워키를 연고지로 하는 AHL의 서부 콘퍼런스 센트럴 디비전 소속 아이스 하키팀이다.

## 역대 홈경기장
| 밀워키 애드미럴츠        |               |          |                   |                               |
| 경기장                   | 사용기간      | 수용인원 | 장소              | 비고                          |
| 메카 아레나              | 1977년~1988년 | 9,652명  | 위스콘신주 밀워키 | 빈칸                          |
| BMO 해리스 브래들리 센터 | 1988년~2016년 | 17,845명 | 위스콘신주 밀워키 | 브래들리 센터 (1988년~2012년) |
| UW-밀워키 팬서 아레나    | 2016년~현재   | 9,652명  | 위스콘신주 밀워키 | 빈칸                          |